# Coppa Italia 2015-2016
La Coppa Italia 2015-2016 è stata la 69ª edizione della manifestazione calcistica. È iniziata il 2 agosto 2015 e si è conclusa il 21 maggio 2016.
È stata conquistata per il secondo anno consecutivo dalla Juventus, vittoriosa dopo i tempi supplementari sul Milan; per la formazione torinese si è trattato dell'undicesimo titolo nell'albo d'oro, rafforzando il proprio record, nonché secondo double consecutivo italiano, primato mai conquistato da una squadra italiana.

## Formula
La formula della manifestazione è la stessa delle sette precedenti edizioni.
Partecipano tutte le 20 società di Serie A e tutte le 22 di Serie B. Ad esse si aggiungono 27 delle 54 società di Lega Pro e 9 delle 171 di Serie D, per un totale di 78 club partecipanti.
La Lega Italiana Calcio Professionistico ha selezionato i 27 club di propria competenza ammettendo le 2 retrocesse dalla Serie B e le migliori classificate dei tre gironi della Lega Pro 2014-2015 che abbiano ottenuto regolare iscrizione al campionato 2015-2016. Questa volta non sono state privilegiate le prime due classificate della Coppa Italia Lega Pro della stagione precedente, che comunque risultano ugualmente tra le partecipanti alla manifestazione (il Cosenza per il piazzamento in classifica ed il Como in quanto neopromosso in Serie B).
Il Dipartimento Interregionale della Lega Nazionale Dilettanti ha selezionato le nove società seconde classificate di ogni girone del campionato di Serie D 2014-2015, senza considerare l'esito dei play-off. Limitatamente al Girone H il Potenza, terzo classificato, ha preso il posto del rinunciatario Taranto, secondo.
La competizione è interamente ad eliminazione diretta. Con eccezione delle semifinali, tutti i turni si svolgono in gara unica, con eventuali tempi supplementari e calci di rigore. Le semifinali saranno invece disputate con gare di andata e ritorno, col meccanismo delle coppe europee, ovvero in caso di pareggio dopo 180 minuti a passare il turno è la squadra che ha segnato il maggior numero complessivo di reti nelle due partite o, in caso di parità nelle reti complessive, il maggior numero di reti in trasferta; in caso di parità anche nei gol segnati fuori casa si procede con i tempi supplementari e in caso di ulteriore parità con i calci di rigore.
Nel primo turno sono entrate in lizza 36 squadre, precisamente le 9 società di Serie D, 25 delle 27 di Lega Pro e 2 delle 22 di Serie B: agli effetti del tabellone della competizione, infatti, il Brescia (ripescato nella serie cadetta a seguito del fallimento del Parma) e l'Ascoli (secondo classificato nel Girone B della Lega Pro 2014-2015 ma poi promosso fra i cadetti al posto del Teramo primo classificato per la vicenda scommesse) sono state considerate formazioni di terza serie. Viceversa 2 società di Lega Pro, ossia il Teramo (cui è stata revocata la promozione in Serie B per illecito sportivo) ed il Catania (retrocesso in Lega Pro per illecito sportivo), hanno conservato il diritto ad essere ammesse direttamente al secondo turno insieme alle altre 20 squadre della serie cadetta. Infine, 12 squadre di Serie A hanno debuttato al terzo turno mentre le 8 teste di serie sono entrate in gioco solo dagli ottavi di finale. Il sorteggio del tabellone è stato effettuato il 21 luglio 2015: all'interno della propria fascia di ranking, a ciascuna squadra è assegnato un numero di tabellone tramite sorteggio, eccezion fatta per le squadre che entrano in gioco al terzo turno, il cui numero dipende dalla posizione in classifica nell'anno precedente.
Nei turni in partita unica usufruisce del fattore campo la squadra con il numero di tabellone migliore (indipendentemente se assegnato per merito o per sorteggio). Nelle semifinali tale criterio dà diritto a disputare in casa la gara di ritorno. In caso di concomitanze di gare casalinghe per squadre che giocano sullo stesso campo, possono essere disposte automatiche inversioni di campo, privilegiando la detentrice del trofeo o la squadra con miglior classifica nei campionati della stagione precedente. Tuttavia, ed è questa l'unica novità regolamentare rispetto alle edizioni precedenti, tali inversioni di campo non avvengono se la Lega Serie A ha la possibilità di far disputare le partite interessate in giorni solari diversi.
Da regolamento, la squadra vincitrice avrebbe dovuto acquisire il diritto di partecipare alla UEFA Europa League 2016-2017 partendo direttamente dalla fase a gironi. In virtù però della vittoria della Juventus, che aveva già ottenuto la qualificazione in UEFA Champions League 2016-2017, il diritto di partecipazione direttamente alla fase a gironi di Europa League viene acquisito dalla Fiorentina, classificatasi quinta in Serie A 2015-2016. A completamento del gruppo di squadre italiane partecipanti alla competizione si aggiunge, invece, il Sassuolo sesto classificato che giunge così alla sua prima storica qualificazione europea.

## Squadre
| Squadre     | Rank        |
| Serie A (8) | Serie A (8) |
| ----------- | ----------- |
| Lazio       | 1           |
| Fiorentina  | 2           |
| Roma        | 3           |
| Napoli      | 4           |
| Inter       | 5           |
| Genoa       | 6           |
| Sampdoria   | 7           |
| Juventus    | 8           |

| Squadre      | Rank         |
| Serie A (12) | Serie A (12) |
| ------------ | ------------ |
| Torino       | 9            |
| Milan        | 10           |
| Palermo      | 11           |
| Sassuolo     | 12           |
| Verona       | 13           |
| Chievo       | 14           |
| Empoli       | 15           |
| Udinese      | 16           |
| Atalanta     | 17           |
| Carpi        | 18           |
| Frosinone    | 19           |
| Bologna      | 20           |

| Squadre                     | Rank                        |
| Serie B (20) - Lega Pro (2) | Serie B (20) - Lega Pro (2) |
| --------------------------- | --------------------------- |
| Latina                      | 21                          |
| Spezia                      | 22                          |
| Livorno                     | 23                          |
| Teramo                      | 24                          |
| Novara                      | 25                          |
| Vicenza                     | 26                          |
| Salernitana                 | 27                          |
| Bari                        | 28                          |
| Modena                      | 29                          |
| Avellino                    | 30                          |
| Perugia                     | 31                          |
| Pescara                     | 32                          |
| Catania                     | 33                          |
| Cesena                      | 34                          |
| Crotone                     | 35                          |
| Ternana                     | 36                          |
| Virtus Lanciano             | 37                          |
| Pro Vercelli                | 38                          |
| Trapani                     | 39                          |
| Cagliari                    | 40                          |
| Virtus Entella              | 41                          |
| Como                        | 42                          |

| Squadre                     | Rank                        |
| Serie B (2) - Lega Pro (25) | Serie B (2) - Lega Pro (25) |
| --------------------------- | --------------------------- |
| Alessandria                 | 43                          |
| Juve Stabia                 | 44                          |
| Bassano Virtus              | 45                          |
| Feralpisalò                 | 46                          |
| Lecce                       | 47                          |
| SPAL                        | 48                          |
| Matera                      | 49                          |
| Reggiana                    | 50                          |
| Casertana                   | 51                          |
| Benevento                   | 52                          |
| Foggia                      | 53                          |
| Pisa                        | 54                          |
| Ascoli                      | 55                          |
| L'Aquila                    | 56                          |
| Cittadella                  | 57                          |
| Ancona                      | 58                          |
| Brescia                     | 59                          |
| Pavia                       | 60                          |
| Cremonese                   | 62                          |
| Arezzo                      | 65                          |
| Cosenza                     | 66                          |
| Lucchese                    | 68                          |
| Tuttocuoio                  | 69                          |
| Südtirol                    | 72                          |
| Catanzaro                   | 74                          |
| Pontedera                   | 76                          |
| Melfi                       | 77                          |

| Squadre             | Rank        |
| Serie D (9)         | Serie D (9) |
| ------------------- | ----------- |
| Poggibonsi          | 61          |
| Viterbese Castrense | 63          |
| Potenza             | 64          |
| Sestri Levante      | 67          |
| Lecco               | 70          |
| Delta Rovigo        | 71          |
| Rende               | 73          |
| Fano                | 75          |
| AltoVicentino       | 78          |

## Date
Le date dei turni della Coppa Italia 2015-2016 sono state comunicate il 6 febbraio 2015 , ad eccezione della data della finale comunicata il 15 gennaio 2016.
| Fase              | Turno            | Andata                     | Ritorno                    |
| ----------------- | ---------------- | -------------------------- | -------------------------- |
| Turni eliminatori | 1º turno         | 2 agosto 2015              | 2 agosto 2015              |
| Turni eliminatori | 2º turno         | 8-9-10 agosto 2015         | 8-9-10 agosto 2015         |
| Turni eliminatori | 3º turno         | 14-15-16-17-20 agosto 2015 | 14-15-16-17-20 agosto 2015 |
| Turni eliminatori | 4º turno         | 1-2-3 dicembre 2015        | 1-2-3 dicembre 2015        |
| Fase finale       | Ottavi di finale | 15-16-17 dicembre 2015     | 15-16-17 dicembre 2015     |
| Fase finale       | Quarti di finale | 13-18-19-20 gennaio 2016   | 13-18-19-20 gennaio 2016   |
| Fase finale       | Semifinali       | 26-27 gennaio 2016         | 1-2 marzo 2016             |
| Fase finale       | Finale           | 21 maggio 2016             | 21 maggio 2016             |

## Calendario

### Turni eliminatori

#### Primo turno
| Squadra 1           | Risultato       | Squadra 2      |
| ------------------- | --------------- | -------------- |
| L'Aquila            | 2 - 0           | Arezzo         |
| Cittadella          | 15 - 0          | Potenza        |
| Matera              | 0 - 1           | Südtirol       |
| SPAL                | 1 - 0           | Rende          |
| Benevento           | 0 - 1           | Tuttocuoio     |
| Foggia              | 2 - 1 (dts)     | Lucchese       |
| Lecce               | 0 - 0 (3-2 dcr) | Catanzaro      |
| Pavia               | 3 - 0           | Poggibonsi     |
| Pisa                | 4 - 0           | Sestri Levante |
| Brescia             | 0 - 0 (4-3 dcr) | Cremonese      |
| Casertana           | 1 - 0 (dts)     | Lecco          |
| Juve Stabia         | 2 - 0           | Melfi          |
| Alessandria         | 2 - 0           | AltoVicentino  |
| Reggiana            | 3 - 0           | Delta Rovigo   |
| Feralpisalò         | 5 - 1           | Fano           |
| Bassano Virtus      | 2 - 1           | Pontedera      |
| Ascoli              | 1 - 2           | Cosenza        |
| Viterbese Castrense | 0 - 2           | Ancona         |

Note
1. ↑  Inversione di campo rispetto all'esito del sorteggio.

#### Secondo turno
| Squadra 1       | Risultato       | Squadra 2      |
| --------------- | --------------- | -------------- |
| Novara          | 5 - 0           | L'Aquila       |
| Teramo          | 0 - 2           | Cittadella     |
| Pescara         | 2 - 0           | Südtirol       |
| Catania         | 3 - 0(tav.)     | SPAL           |
| Cesena          | 4 - 0           | Lecce          |
| Modena          | 3 - 0           | Tuttocuoio     |
| Trapani         | 1 - 0           | Como           |
| Cagliari        | 5 - 0           | Virtus Entella |
| Bari            | 1 - 2           | Foggia         |
| Latina          | 1 - 4           | Pavia          |
| Salernitana     | 1 - 0           | Pisa           |
| Spezia          | 1 - 0           | Brescia        |
| Avellino        | 3 - 0           | Casertana      |
| Virtus Lanciano | 0 - 2           | Juve Stabia    |
| Pro Vercelli    | 1 - 2           | Alessandria    |
| Perugia         | 3 - 1           | Reggiana       |
| Crotone         | 1 - 0           | Feralpisalò    |
| Ternana         | 2 - 0           | Bassano Virtus |
| Vicenza         | 1 - 1 (4-2 dcr) | Cosenza        |
| Livorno         | 2 - 0 (dts)     | Ancona         |

#### Terzo turno
| Squadra 1   | Risultato       | Squadra 2   |
| ----------- | --------------- | ----------- |
| Udinese     | 3 - 1           | Novara      |
| Atalanta    | 3 - 0           | Cittadella  |
| Torino      | 4 - 1           | Pescara     |
| Catania     | 1 - 4           | Cesena      |
| Sassuolo    | 2 - 0           | Modena      |
| Trapani     | 1 - 1 (2-4 dcr) | Cagliari    |
| Verona      | 3 - 1           | Foggia      |
| Bologna     | 0 - 1           | Pavia       |
| Chievo      | 0 - 1 (dts)     | Salernitana |
| Frosinone   | 0 - 0 (5-6 dcr) | Spezia      |
| Palermo     | 2 - 1           | Avellino    |
| Alessandria | 1 - 0           | Juve Stabia |
| Milan       | 2 - 0           | Perugia     |
| Crotone     | 1 - 0           | Ternana     |
| Empoli      | 0 - 1           | Vicenza     |
| Carpi       | 2 - 0 (dts)     | Livorno     |

#### Quarto turno
| Squadra 1 | Risultato   | Squadra 2    |
| --------- | ----------- | ------------ |
| Udinese   | 3 - 1       | Atalanta     |
| Torino    | 4 - 1       | Cesena       |
| Sassuolo  | 0 - 1       | Cagliari     |
| Verona    | 1 - 0       | Pavia        |
| Spezia    | 2 - 0       | Salernitana  |
| Palermo   | 2 - 3       | Alessandria  |
| Milan     | 3 - 1 (dts) | Crotone      |
| Carpi     | 2 - 1       | L.R. Vicenza |

### Fase finale

#### Ottavi di finale
| Squadra 1  | Risultato       | Squadra 2   |
| ---------- | --------------- | ----------- |
| Lazio      | 2 - 1           | Udinese     |
| Juventus   | 4 - 0           | Torino      |
| Inter      | 3 - 0           | Cagliari    |
| Napoli     | 3 - 0           | Verona      |
| Roma       | 0 - 0 (2-4 dcr) | Spezia      |
| Genoa      | 1 - 2 (dts)     | Alessandria |
| Sampdoria  | 0 - 2           | Milan       |
| Fiorentina | 0 - 1           | Carpi       |

#### Quarti di finale
| Squadra 1 | Risultato | Squadra 2   |
| --------- | --------- | ----------- |
| Lazio     | 0 - 1     | Juventus    |
| Napoli    | 0 - 2     | Inter       |
| Spezia    | 1 - 2     | Alessandria |
| Milan     | 2 - 1     | Carpi       |

#### Semifinali
| Squadra 1   | Totale          | Squadra 2 | Andata | Ritorno     |
| ----------- | --------------- | --------- | ------ | ----------- |
| Juventus    | 3 - 3 (5-3 dcr) | Inter     | 3 - 0  | 0 - 3 (dts) |
| Alessandria | 0 - 6           | Milan     | 0 - 1  | 0 - 5       |

#### Finale
| Arbitro: | Rocchi (Firenze) |

|  |           |             |
|  | Marcatori | 110’ Morata |

| Milan | Juventus |

|                  |    |                        |      |      |
|                  |    |                        |      |      |
| P                | 99 | Gianluigi Donnarumma   |      |      |
| D                | 96 | Davide Calabria        |      |      |
| D                | 17 | Cristián Zapata        | 50’  |      |
| D                | 13 | Alessio Romagnoli      |      |      |
| D                | 2  | Mattia De Sciglio      |      |      |
| C                | 18 | Riccardo Montolivo (c) |      | 108’ |
| C                | 27 | Juraj Kucka            |      | 112’ |
| C                | 16 | Andrea Poli            |      | 84’  |
| A                | 10 | Keisuke Honda          | 88’  |      |
| A                | 70 | Carlos Bacca           |      |      |
| A                | 28 | Giacomo Bonaventura    |      |      |
| Sostituti:       |    |                        |      |      |
| P                | 1  | Diego López            |      |      |
| P                | 32 | Christian Abbiati      |      |      |
| D                | 5  | Philippe Mexès         |      |      |
| D                | 33 | Alex                   |      |      |
| C                | 4  | José Mauri             | 119’ | 108’ |
| C                | 72 | Kevin-Prince Boateng   |      |      |
| C                | 73 | Manuel Locatelli       |      |      |
| C                | 91 | Andrea Bertolacci      |      |      |
| A                | 7  | Jérémy Ménez           |      |      |
| A                | 9  | Luiz Adriano           |      |      |
| A                | 19 | M'Baye Niang           | 101’ | 84’  |
| A                | 45 | Mario Balotelli        |      | 112’ |
| Allenatore:      |    |                        |      |      |
| Cristian Brocchi |    |                        |      |      |

|                      |    |                       |        |      |
|                      |    |                       |        |      |
| P                    | 25 | Neto                  |        |      |
| D                    | 24 | Daniele Rugani        | 120+2’ |      |
| D                    | 15 | Andrea Barzagli       | 105’   |      |
| D                    | 3  | Giorgio Chiellini (c) | 117’   |      |
| C                    | 26 | Stephan Lichtsteiner  |        | 75’  |
| C                    | 18 | Mario Lemina          |        |      |
| C                    | 11 | Hernanes              |        | 108’ |
| C                    | 10 | Paul Pogba            | 62’    |      |
| C                    | 33 | Patrice Evra          |        | 62’  |
| A                    | 21 | Paulo Dybala          |        |      |
| A                    | 17 | Mario Mandžukić       |        |      |
| Sostituti:           |    |                       |        |      |
| P                    | 1  | Gianluigi Buffon      |        |      |
| P                    | 34 | Rubinho               |        |      |
| D                    | 12 | Alex Sandro           |        | 62’  |
| C                    | 20 | Simone Padoin         |        |      |
| C                    | 22 | Kwadwo Asamoah        |        |      |
| C                    | 27 | Stefano Sturaro       |        |      |
| C                    | 37 | Roberto Pereyra       |        |      |
| A                    | 7  | Simone Zaza           |        |      |
| A                    | 9  | Álvaro Morata         | 119’   | 108’ |
| A                    | 16 | Juan Cuadrado         |        | 75’  |
| Allenatore:          |    |                       |        |      |
| Massimiliano Allegri |    |                       |        |      |

## Tabellone (fase finale)
|  | Ottavi di finale  | Ottavi di finale |   |        | Quarti di finale | Quarti di finale |  |                | Semifinali | Semifinali | Semifinali | Semifinali |  |       | Finale | Finale |
|  |                   |                  |   |        |                  |                  |  |                |            |            |            |            |  |       |        |        |
|  | Roma              | 0 (2)            |   |        |                  |                  |  |                |            |            |            |            |  |       |        |        |
|  | Spezia (dcr)      | 0 (4)            |   |        |                  |                  |  |                |            |            |            |            |  |       |        |        |
|  | Spezia (dcr)      | 0 (4)            |   | Spezia | 1                |                  |  |                |            |            |            |            |  |       |        |        |
|  |                   |                  |   | Spezia | 1                |                  |  |                |            |            |            |            |  |       |        |        |
|  |                   | Alessandria      | 2 |        |                  |                  |  |                |            |            |            |            |  |       |        |        |
|  | Genoa             | Alessandria      | 2 | 1      |                  |                  |  |                |            |            |            |            |  |       |        |        |
|  | Genoa             |                  |   | 1      |                  |                  |  |                |            |            |            |            |  |       |        |        |
|  | Alessandria (dts) | 2                |   |        |                  |                  |  |                |            |            |            |            |  |       |        |        |
|  | Alessandria (dts) | 2                |   |        |                  |                  |  | Alessandria    | 0          | 0          | 0          |            |  |       |        |        |
|  |                   |                  |   |        |                  |                  |  | Alessandria    | 0          | 0          | 0          |            |  |       |        |        |
|  |                   | Milan            | 1 | 5      | 6                |                  |  |                |            |            |            |            |  |       |        |        |
|  | Sampdoria         | Milan            | 1 | 5      | 6                | 0                |  |                |            |            |            |            |  |       |        |        |
|  | Sampdoria         |                  |   |        |                  | 0                |  |                |            |            |            |            |  |       |        |        |
|  | Milan             | 2                |   |        |                  |                  |  |                |            |            |            |            |  |       |        |        |
|  | Milan             | 2                |   | Milan  | 2                |                  |  |                |            |            |            |            |  |       |        |        |
|  |                   |                  |   | Milan  | 2                |                  |  |                |            |            |            |            |  |       |        |        |
|  |                   | Carpi            | 1 |        |                  |                  |  |                |            |            |            |            |  |       |        |        |
|  | Fiorentina        | Carpi            | 1 | 0      |                  |                  |  |                |            |            |            |            |  |       |        |        |
|  | Fiorentina        |                  |   | 0      |                  |                  |  |                |            |            |            |            |  |       |        |        |
|  | Carpi             | 1                |   |        |                  |                  |  |                |            |            |            |            |  |       |        |        |
|  | Carpi             | 1                |   |        |                  |                  |  |                |            |            |            |            |  | Milan | 0      |        |
|  |                   |                  |   |        |                  |                  |  |                |            |            |            |            |  | Milan | 0      |        |
|  |                   | Juventus (dts)   | 1 |        |                  |                  |  |                |            |            |            |            |  |       |        |        |
|  | Lazio             | Juventus (dts)   | 1 | 2      |                  |                  |  |                |            |            |            |            |  |       |        |        |
|  | Lazio             |                  |   | 2      |                  |                  |  |                |            |            |            |            |  |       |        |        |
|  | Udinese           | 1                |   |        |                  |                  |  |                |            |            |            |            |  |       |        |        |
|  | Udinese           | 1                |   | Lazio  | 0                |                  |  |                |            |            |            |            |  |       |        |        |
|  |                   |                  |   | Lazio  | 0                |                  |  |                |            |            |            |            |  |       |        |        |
|  |                   | Juventus         | 1 |        |                  |                  |  |                |            |            |            |            |  |       |        |        |
|  | Juventus          | Juventus         | 1 | 4      |                  |                  |  |                |            |            |            |            |  |       |        |        |
|  | Juventus          |                  |   | 4      |                  |                  |  |                |            |            |            |            |  |       |        |        |
|  | Torino            | 0                |   |        |                  |                  |  |                |            |            |            |            |  |       |        |        |
|  | Torino            | 0                |   |        |                  |                  |  | Juventus (dcr) | 3          | 0          | 3 (5)      |            |  |       |        |        |
|  |                   |                  |   |        |                  |                  |  | Juventus (dcr) | 3          | 0          | 3 (5)      |            |  |       |        |        |
|  |                   | Inter            | 0 | 3      | 3 (3)            |                  |  |                |            |            |            |            |  |       |        |        |
|  | Napoli            | Inter            | 0 | 3      | 3 (3)            | 3                |  |                |            |            |            |            |  |       |        |        |
|  | Napoli            |                  |   |        |                  | 3                |  |                |            |            |            |            |  |       |        |        |
|  | Verona            | 0                |   |        |                  |                  |  |                |            |            |            |            |  |       |        |        |
|  | Verona            | 0                |   | Napoli | 0                |                  |  |                |            |            |            |            |  |       |        |        |
|  |                   |                  |   | Napoli | 0                |                  |  |                |            |            |            |            |  |       |        |        |
|  |                   | Inter            | 2 |        |                  |                  |  |                |            |            |            |            |  |       |        |        |
|  | Inter             | Inter            | 2 | 3      |                  |                  |  |                |            |            |            |            |  |       |        |        |
|  | Inter             |                  |   | 3      |                  |                  |  |                |            |            |            |            |  |       |        |        |
|  | Cagliari          | 0                |   |        |                  |                  |  |                |            |            |            |            |  |       |        |        |

## Classifica marcatori
Dati aggiornati al 21 maggio 2016.
| Gol | Rigori |  | Giocatore        | Squadra     |
| --- | ------ |  | ---------------- | ----------- |
| 5   |        |  | Giulio Bizzotto  | Cittadella  |
| 3   |        |  | Riccardo Bocalon | Alessandria |
| 3   | 1      |  | Marcelo Brozović | Inter       |
| 3   |        |  | Roberto Floriano | Foggia      |
| 3   |        |  | Simone Guerra    | Feralpisalò |
| 3   |        |  | Pablo Granoche   | Modena      |
| 3   | 2      |  | Massimo Loviso   | Alessandria |
| 3   |        |  | Ryder Matos      | Carpi       |
| 3   | 1      |  | Álvaro Morata    | Juventus    |
| 3   |        |  | M'Baye Niang     | Milan       |